# Соколов Олександр Петрович (суднобудівник)
Олекса́ндр Петро́вич Соколо́в (рос. дореф. Александръ Петровъ Соколовъ; близько 1740, Російська імперія — після 1794, Миколаїв, Херсонська губернія, Російська губернія) — російський кораблебудівник, корабельний підмайстер, капітан корпусу корабельних інженерів. Перший будівничий фрегата «Святий Миколай» — першого корабля, збудованого у Миколаївському адміралтействі.

## Життєпис
Народився близько 1740 року. 5 січня 1790 року за розпорядженням князя Г. О. Потьомкіна заклав перший військовий корабель у Миколаєві на Миколаївській верфі у гирлі Інгулу, 44-гарматний фрегат «Святий Миколай». У розпал будівництва полковник М. Л. Фалєєв — головний будівельник верфі зрозумів, що до призначеного терміну спуск корабля не відбудеться, і зажадав з Таганрога іншого будівельника (за іншими даними — Сколова звільнено на прохання Г. О. Потьомкіна) — прем'єр-майора І. В. Должнікова, доручивши йому очолити будівництво фрегата. Під керівництвом Должнікова, що встановив виснажливий режим роботи на верфі, будівництво прискорилося, але протягом трьох місяців на верфі загинуло 547 теслярів. Крім того, вірогідно за будівництвом «Святого Миколая» стежив також обер-інтендант Чорноморського флоту генерал-майор С. І. Афанасьєв, за проєктом якого будувалося судно.
Прагнучи виправдатися, Фалєєв, пояснював велику смертність майстрових спекотним миколаївським кліматом, але згодом був змушений визнати справжню причину їх смерті. Должниківа, що керував роботами протягом березня—червня 1790 року, було звільнено, і на його місце знову призначили О. П. Соколова, який добудував фрегат і 25 серпня 1790 року спустив його на воду.
Восени 1790 року Потьомкін призначив корабельного підмайстра капітана О. П. Соколова будівельником 20-гарматних морських акатів «Ірина» і «№ 2». Кораблі були збудовані і спущені на воду у 1791 році, увійшовши до складу Чорноморського флоту Російської імперії.
30 вересня 1790 року у Миколаївському адміралтействі будівельник Соколов заклав 60-гарматний вітрильний фрегат «Григорій Великої Вірменії», спущений на воду 12 червня 1791 року. 23 листопада 1790 року заклав 26-гарматний фрегат «Легкий», спущений на воду 2 жовтня 1793 року. 
Протягом 1791—1794 років спільно з корабельним майстром С. І. Афанасьєвим і за його кресленням будував флагманський 90-гарматний корабель «Святий Павло», спущений на воду 9 серпня 1794 року у Миколаївському адміралтействі. Усі кораблі, збудовані під керівництвом Соколова, увішли до складу Чорноморської ескадри Ф. Ф. Ушакова, де брали участь у його Середземноморській експедиції і ряді битв, зокрема коло міста Каліакрія, при штурмі островів Відо і Корфу тощо.
Помер у Миколаєві після 1794 року.